# 3-й Сыромятнический переулок
3-й Сыромя́тнический переулок — улица в центре Москвы в Басманном и Таганском районах между Верхней Сыромятнической улицей и Большим Полуярославским переулком. Фактически является частью магистрали Верхняя Сыромятническая улица — 3-й Сыромятнический переулок — Костомаровский переулок — Андроньевская площадь.

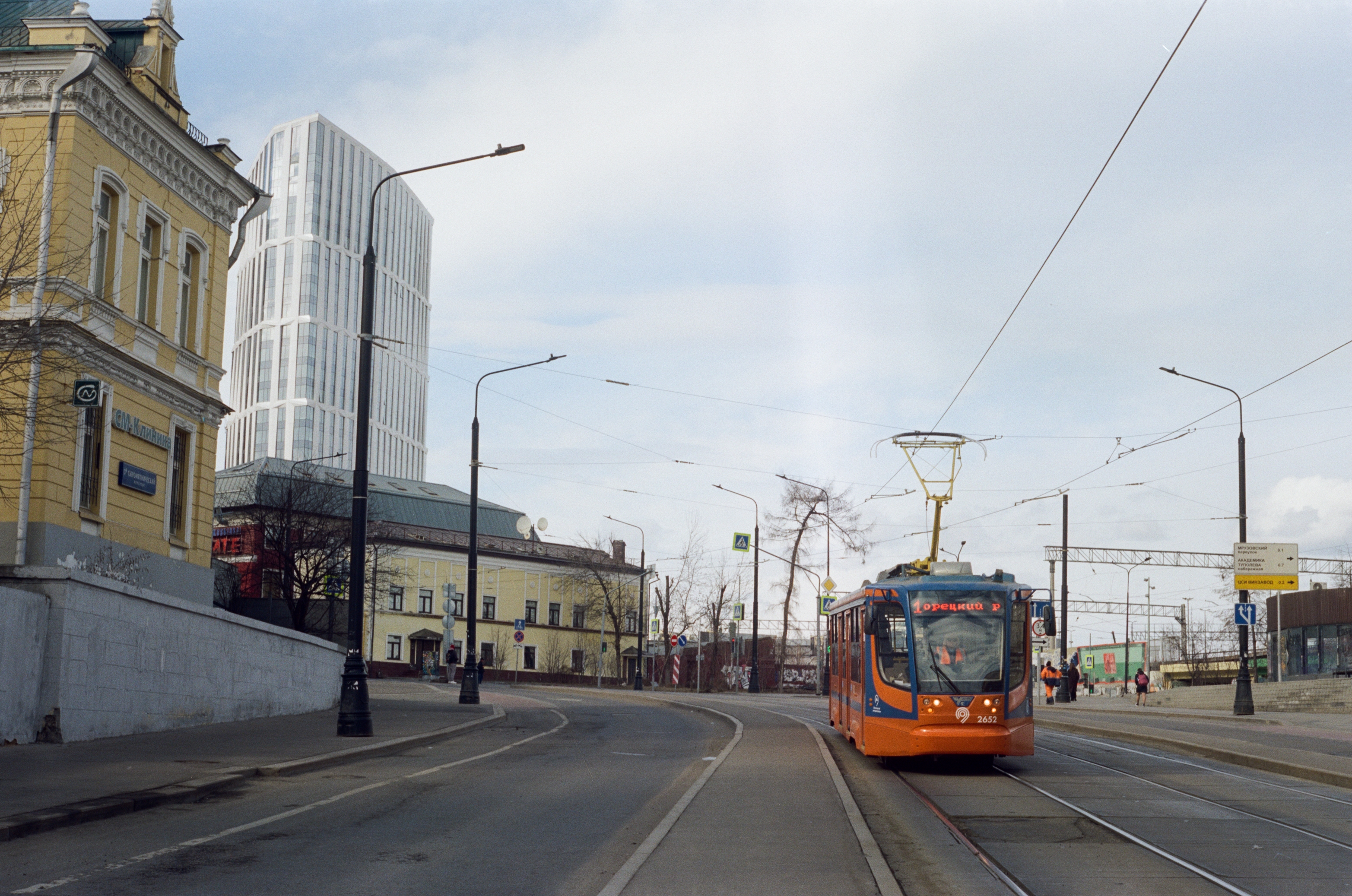
Трамвай в переулке (2024)

## Происхождение названия
Назван в XVIII—XIX веках по расположению в Сыромятниках на месте существовавшей в XVII веке Сыромятнической слободы (от сыромятник — «кожемяка, мастер, занимающийся изготовлением сыромятной кожи»). В Сыромятниках также находятся Сыромятническая набережная, Верхняя, Нижняя и Новая Сыромятнические улицы, 1-й — 4-й Сыромятнические переулки и Сыромятнический проезд.

## Описание

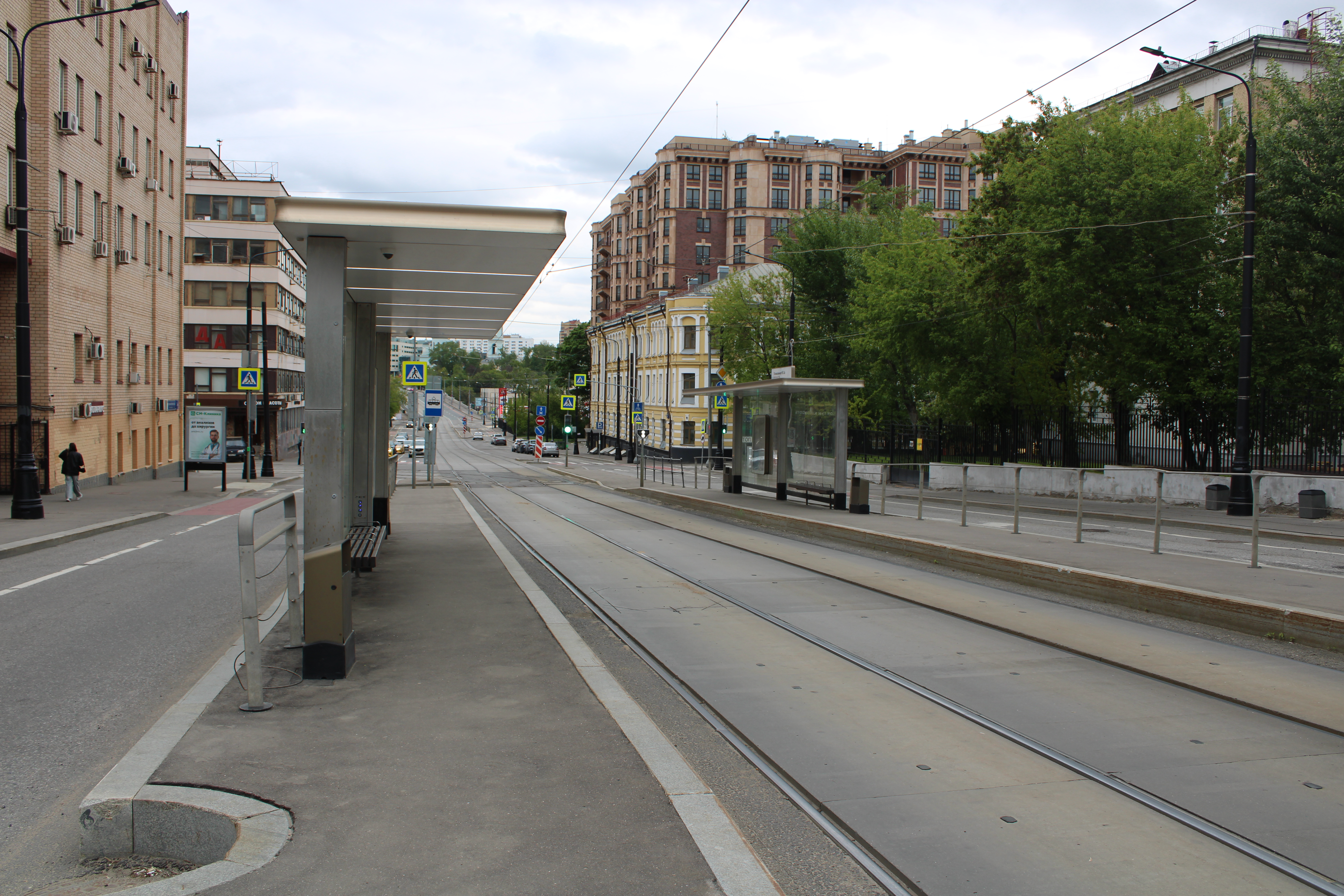
Трамвайная остановка «Поликлиника № 116»

3-й Сыромятнический переулок продолжает Верхнюю Сыромятническую улицу, проходит на юго-восток. После перекрёстка с Большим Полуярославским переулком продолжается как Костомаровский.

## Здания и сооружения
По нечётной стороне:
- № 1 — городская поликлиника № 116;

По чётной стороне:
- № 4/7, строение 1-1А — Лицей № 1581;
- № 16/11 — Городская усадьба Долгоруких — Р. Б. Шена, сер. XVIII в. — кон. XIX в., архитекторы Д. В. Ухтомский, Б. В. Фрейденберг, В. И. Чагин. Здесь в 1774—1776 гг. жил и работал иконограф П. П. Бекетов.